# José Guerra Oliva
José Antonio Guerra Oliva est un plongeur cubain, né le 9 août 1979 à Santiago de Cuba.

## Biographie
Aux Jeux panaméricains de 1999, il remporte la médaille d'argent à la plateforme de 10 mètres en solo.
Aux Jeux olympiques d'été de 2000, il se classe 14e à la plateforme de 10 mètres en solo.
Aux Jeux olympiques d'été de 2004, il se classe 25e à la plateforme de 10 mètres en solo.
Aux Championnats du monde 2005, il remporte la médaille d'argent à la plateforme de 10 mètres, apportant à son pays sa première médaille mondiale dans la discipline.
Aux Jeux panaméricains de 2007, il gagne la médaille d'or à la plateforme de 10 mètres en solo et en synchronisé.
Aux Jeux olympiques d'été de 2008, il est finaliste (5e) à la plateforme de 10 mètres en solo et 7e en synchronisé.
Aux Championnats du monde 2009, avec Jeinkler Aguirre, il remporte la médaille de bronze à la plateforme de dix mètres - synchronisé.
Aux Jeux panaméricains de 2011, il remporte la médaille d'argent à la plateforme de 10 mètres - synchronisé.
Aux Jeux olympiques d'été de 2012, il est 5e à la plateforme de 10 mètres en solo et 5e en synchronisé.
Aux Jeux panaméricains de 2015, il remporte la médaille d'or à la plateforme de 10 mètres - synchronisé.